# Савјет министара Републике Кубе
Савјет министара Републике Кубе (шп. Consejo de Ministros de la República de Cuba) највиши је извршни и управни орган на Куби.

## Устав из 1976.
Према Уставу Републике Кубе из 1976. године Савјет министара се састојао из предсједника Државног савјета који је био и предсједник Савјета министара (шеф државе и шеф владе), првог потпредсједника, потпредсједника, министара, секретара и других законом одређених чланова. Предсједник Државног савјета и Савјета министара, први потпредсједник, потпредсједници и остали чланови Савјета министара које је одређивао предсједник састављали су Извршни комитет. У периоду између сједница Савјета министара о пословима из његове надлежности одлучивао је Извршни комитет.
Савјет министара је имао надлежност да: организује и извршава политичке, економске, културне, научне, социјалне и одбрамбене активности које утврди Народна скупштина, предлаже планове социјално-економског развоја Народној скупштини, води спољну политику, одобрава међународне уговоре и шаље их на ратификацију Државном савјету, води спољну трговину, предлаже буџет Народној скупштини, усваја мјере за јачање монетарног и кредитног система, предлаже законе Народној скупштини или Државном савјету, стара се о националној одбрани, одржавању реда и безбједности, заштити права грађана и заштити живота и имовине у случају природних катастрофа, усмјерава, координира и надгледа рад државне управе, извршава законе Народне скупштине и декрете-законе Државног савјета, доноси акте за извршавање закона, поништава акте провинцијских или општинских управа који су супротни упутствима централне власти која им је и делегирала овлашћења за доношење тих аката, предлаже провинцијским и општинским скупштинама да пониште акте њима потчињених провинцијских и општинских управа, поништава акте руководилаца органа државне управе који су супротни упутствима више власти, предлаже Народној скупштини или Државном савјету да суспендују акте локалних скупштина који нарушавају закон или јавни интерес, формира комисије, именује и разрјешава функционере и врши и друге послове које му повјере Народна скупштина или Државни савјет.

## Устав из 2019.
Према Уставу Републике Кубе из 2019. године Савјет министара се више не налази под руководством предсједника Државног савјета који је био истовремено и шеф државе и шеф владе. Уведене су двије нове функције у извршној власти: предсједник Републике и премијер. Народна скупштина на предлог предсједника Републике бира премијера и чланове Савјета министара.
Савјет министара се састоји из премијера, вицепремијера, министара, секретара и других законом одређених чланова. Сједницама Савјета министара присуствује и генерални секретар Радничке централе Кубе. Премијер, вицепремијери, секретар и остали чланови Савјета министара које одреди предсједник Републике састављају Извршни комитет. У периоду између сједница Савјета министара о пословима из његове надлежности одлучује Извршни комитет.